# 에이글
에이글(프랑스어: Aigle, 프랑스어로 독수리를 의미)은 스위스 보주에 위치한 역사적 도시이다. 에이글의 공식 언어는 프랑스어이다.

## 역사
시정촌은 매우 일찍 정착했다. 청동기 시대의 매장과 도자기가 발견되었다. 로마 시대에 에이글는 그레이트 생 베르나르 고개에서 비비스쿠스(브베)를 거쳐 로마 수도인 아벤티쿰(아방슈)으로 가는 길에 누워 있었다. 로마인들은 에이글에 대해 많은 이름을 가지고 있었다: Ala (날개), Alena (작은 날개), Aquilegia 및 Aquilas (독수리)
시정촌에 대한 최초의 중세 기록은 1150년에 Alium이라는 이름으로 언급되었다.
1153년에 언급된 이름은 Aleo이다. 신성로마제국의 황제 하인리히 4세는 1076년 사보이 가문에 아이글 영토를 양도했다. 그레이트 성 버나드 수도원과 생모리스 수도원도 에이글에 소유지를 가지고 있었고, 후자는 수도원을 설립하여 르 클로아트로(Le Cloître)라는 마을 이름을 따왔다.
1231년 에이글은 사보이의 토마스 1세에 의해 시장 마을로 지정되었고, 1314년에는 사보이의 아마데우스 5세에 의해 자유 도시로 승격되었다.
이탈리아로 가는 길목에 위치하여 중요한 상업 중심지가 되었다.
그것은 레장(Leysin, 1702년까지) 및 Corbeyrier 및 Yvorne(1831년까지)와 공동 교구가 있었다. SI는 14세기부터 발레주의 셈브랑커(Sembrancher)와 조약을 맺어 전쟁이나 자연재해가 발생할 경우 두 공동체를 상호 지원하기로 약속했다.
1475년 베른과 동맹을 맺은 자넨(Saanen)과 페이드엔오(Pays-d'Enhaut) 산악 지역 이 에이글 성의 탑을 공격해 불태웠다. 그런 다음 그들은 소득의 3분의 1을 베른에 지불하지 않아도 되는 대가로 에이글 마을과 Ollon, Bex 및 Les Ormonts를 포함한 주변 지역을 베른에게 양도했다. 1476년에 체결된 〈프리부르 조약〉에서 프리부르는 에이글 지역에 대한 권리를 얻었으나, 1483년에 베른에게 양도했다. 에이글 영지는 Villeneuve를 제외한 현재의 모든 지역을 포함했다. 따라서 스위스에서 프랑스어를 사용하는 지역 중 처음으로 베른의 지배를 받게 되었다.
1528년에 기욤 파렐이 에이글에서 종교 개혁을 처음 전파했다.
1798년부터 1803년까지 에이글는 헬베티아 공화국의 레만주에 속해 있었는데, 나폴레옹의 중재로 보주로 변형되었다.
J. van Wijk Roelandszoon의 1821년 지리 전에는 600채의 집과 2,500명의 주민으로 구성된 마을 이름이 Aelen이며 15,000센트를 산출하는 소금 광산이 있다. Aelen 지구는 길이가 8km, 너비가 10km이며 총인구는 7,500명이다.
19세기에 보주는 스위스에서 탈퇴하려는 여러 주의 반대자였다. 이 가톨릭 분리주의 운동(존더분트)은 1847년에 앙리 뒤푸르 장군 휘하의 99,000명의 스위스 연방군이 79,000명의 분리주의자에 대항하여 존더분트 전쟁에 개입하게 했다. 86명의 목숨을 앗아가며 분리를 막았다. 1848년 스위스 연방 헌법은 존더분트 전쟁에 대한 대응으로 만들어졌다.

## 지리

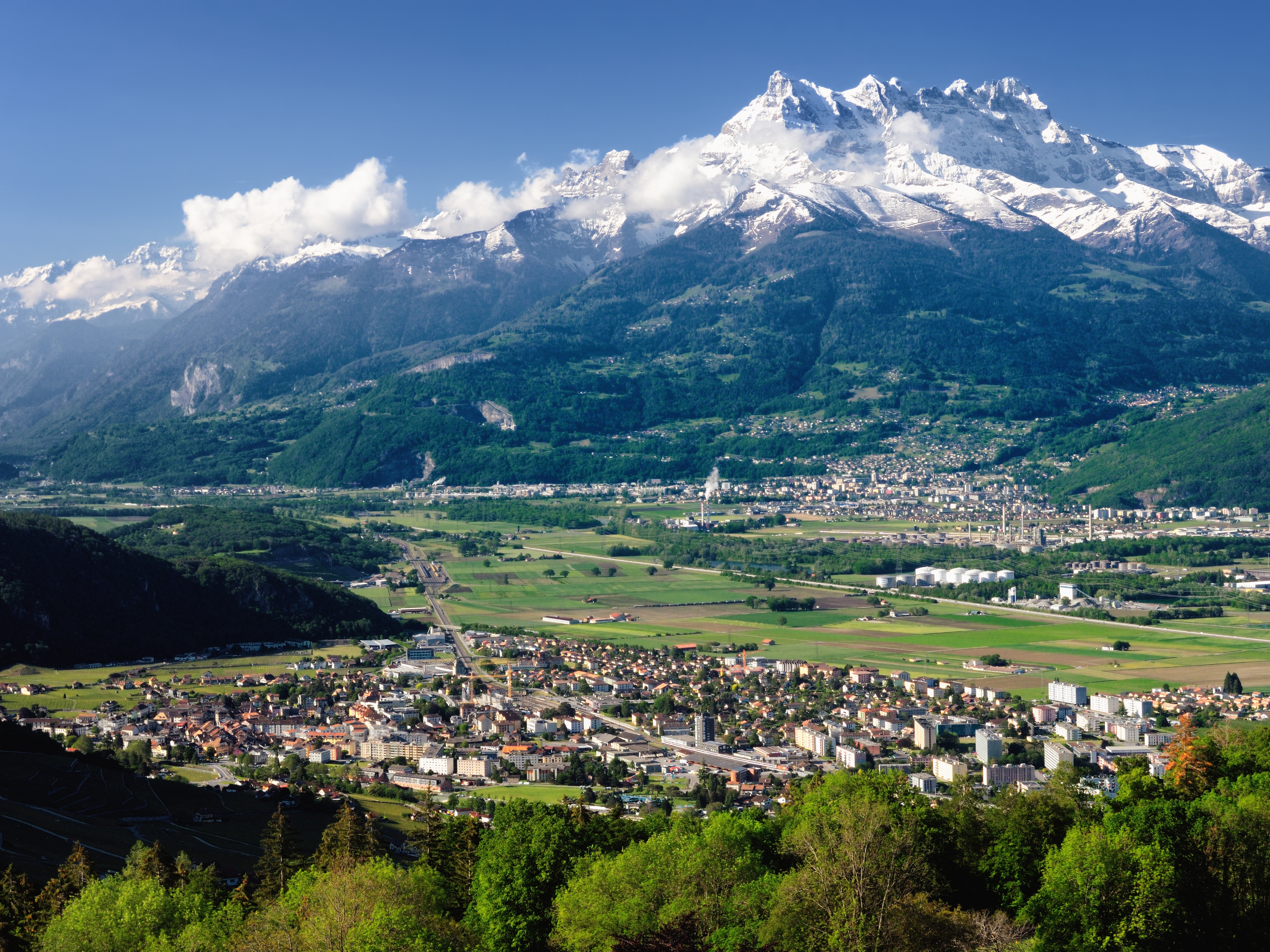
몽테

에이글은 몽트뢰에서 남동쪽으로 약 13km 떨어진 고도 415m에 있다. 스위스 알프스 기슭의 론 계곡 동쪽 가장자리에 있다.
에이글의 면적은 2009년 기준으로 16.41k㎡이다. 이 면적 중 5.59k㎡ (34.1%)가 농업 목적으로 사용되는 반면 6.13k㎡ (37.4%)는 산림이다. 나머지 토지 중 4.2k㎡ (25.6%)가 정착(건물 또는 도로), 0.45k㎡(2.7%)가 강 또는 호수이고 0.1k㎡ (0.6%)는 불모지이다.
건축면적 중 공업용 건물이 전체 면적의 5.2%, 주택과 건물이 6.6%, 교통 기반 시설이 9.0%를 차지했다. 전력 및 수자원 기반 시설 및 기타 특별 개발 지역은 면적의 1.5%를 구성하고 공원, 녹지대 및 스포츠 경기장은 3.4%를 구성한다. 산림을 제외한 모든 산림면적은 울창한 산림으로 덮여 있다. 농경지 중 21.5%는 작물 재배에 사용되며 2.4%는 목초지이며, 10.2%는 과수원이나 포도나무 작물에 사용된다. 시정촌의 물 중 0.6%는 호수에, 2.1%는 강과 시내에 있다.
에이글에는 르 클로아트로(Le Cloître), Vers Pousaz 및 Fontanney의 마을이 포함된다. 주변 지자체는 보주의 Yvorne, Leysin, Ormont-Dessous, Ollon, 발레주의 Vouvry와 Collombey-Muraz이다.

### 기후
쾨펜 기후 구분에서 에이글은 해양성 기후(쾨펜: Cfb)이다. 에이글의 연간 강수량은 평균 118일이며 평균 강수량은 1,012mm이다. 가장 습한 달은 에이글의 평균 강수량이 110mm인 7월이다. 이달 동안 강수량은 10.7일이다. 강수량이 가장 많은 달은 5월로 평균 11.8일이지만 강수량은 90mm에 불과하다. 연중 가장 건조한 달은 2월로 7.8일 동안 평균 강수량이 64mm이다.
| 에이글 (1981-2010)의 기후 | 에이글 (1981-2010)의 기후 | 에이글 (1981-2010)의 기후 | 에이글 (1981-2010)의 기후 | 에이글 (1981-2010)의 기후 | 에이글 (1981-2010)의 기후 | 에이글 (1981-2010)의 기후 | 에이글 (1981-2010)의 기후 | 에이글 (1981-2010)의 기후 | 에이글 (1981-2010)의 기후 | 에이글 (1981-2010)의 기후 | 에이글 (1981-2010)의 기후 | 에이글 (1981-2010)의 기후 | 에이글 (1981-2010)의 기후 |
| 월                        | 1월                       | 2월                       | 3월                       | 4월                       | 5월                       | 6월                       | 7월                       | 8월                       | 9월                       | 10월                      | 11월                      | 12월                      | 연간                      |
| ------------------------- | ------------------------- | ------------------------- | ------------------------- | ------------------------- | ------------------------- | ------------------------- | ------------------------- | ------------------------- | ------------------------- | ------------------------- | ------------------------- | ------------------------- | ------------------------- |
| 일평균 최고 기온 °C (°F)  | 4.6 (40.3)                | 6.1 (43.0)                | 10.7 (51.3)               | 14.8 (58.6)               | 19.0 (66.2)               | 22.4 (72.3)               | 25.0 (77.0)               | 24.2 (75.6)               | 20.0 (68.0)               | 15.3 (59.5)               | 9.1 (48.4)                | 5.5 (41.9)                | 14.7 (58.5)               |
| 일일 평균 기온 °C (°F)    | 0.8 (33.4)                | 1.9 (35.4)                | 5.8 (42.4)                | 9.4 (48.9)                | 13.8 (56.8)               | 17.0 (62.6)               | 19.1 (66.4)               | 18.4 (65.1)               | 14.6 (58.3)               | 10.4 (50.7)               | 5.0 (41.0)                | 1.9 (35.4)                | 9.8 (49.6)                |
| 일평균 최저 기온 °C (°F)  | −2.3 (27.9)               | −1.5 (29.3)               | 1.5 (34.7)                | 4.3 (39.7)                | 8.8 (47.8)                | 11.8 (53.2)               | 13.5 (56.3)               | 13.2 (55.8)               | 9.9 (49.8)                | 6.1 (43.0)                | 1.5 (34.7)                | −1.1 (30.0)               | 5.5 (41.9)                |
| 평균 강수량 mm (인치)     | 69 (2.7)                  | 64 (2.5)                  | 71 (2.8)                  | 70 (2.8)                  | 90 (3.5)                  | 106 (4.2)                 | 110 (4.3)                 | 106 (4.2)                 | 88 (3.5)                  | 83 (3.3)                  | 75 (3.0)                  | 79 (3.1)                  | 1,012 (39.8)              |
| 평균 강설량 cm (인치)     | 9.8 (3.9)                 | 11.9 (4.7)                | 2.5 (1.0)                 | 0.1 (0.0)                 | 0.0 (0.0)                 | 0.0 (0.0)                 | 0.0 (0.0)                 | 0.0 (0.0)                 | 0.0 (0.0)                 | 0.0 (0.0)                 | 3.3 (1.3)                 | 6.6 (2.6)                 | 34.2 (13.5)               |
| 평균 강수일수 (≥ 1.0 mm)  | 9.5                       | 7.8                       | 9.5                       | 9.1                       | 11.8                      | 11.2                      | 10.7                      | 10.4                      | 9.0                       | 9.9                       | 9.4                       | 9.5                       | 117.8                     |
| 평균 강설일수 (≥ 1.0 cm)  | 2.4                       | 2.3                       | 1.0                       | 0.1                       | 0.0                       | 0.0                       | 0.0                       | 0.0                       | 0.0                       | 0.0                       | 0.8                       | 2.0                       | 8.5                       |
| 평균 상대 습도 (%)        | 82                        | 79                        | 74                        | 71                        | 74                        | 73                        | 73                        | 76                        | 81                        | 83                        | 83                        | 83                        | 78                        |
| 평균 월간 일조시간        | 89                        | 103                       | 150                       | 160                       | 170                       | 194                       | 222                       | 206                       | 173                       | 139                       | 88                        | 76                        | 1,770                     |
| 출처: MeteoSwiss          |                           |                           |                           |                           |                           |                           |                           |                           |                           |                           |                           |                           |                           |

## 인구통계

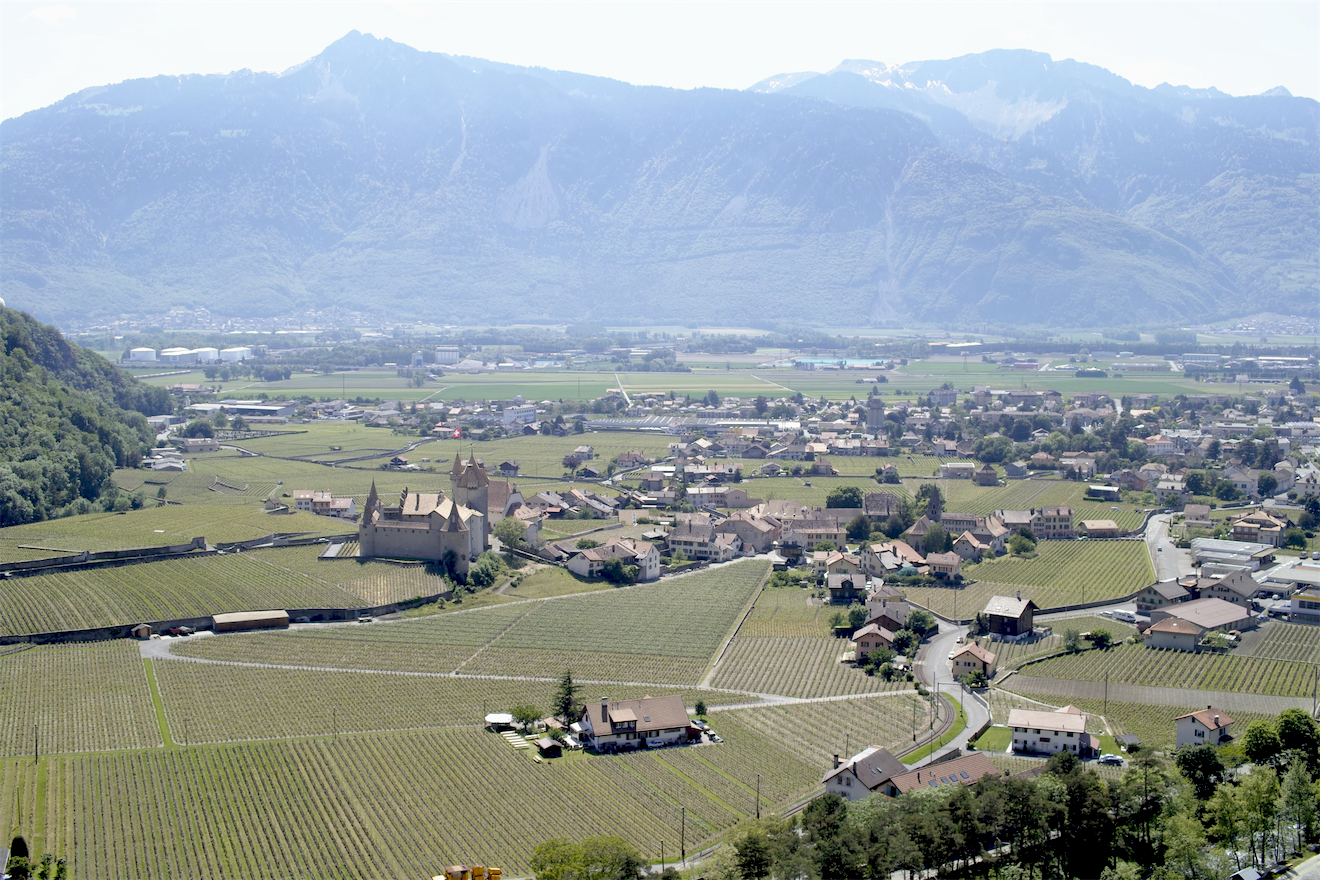
에이글 타운과 성

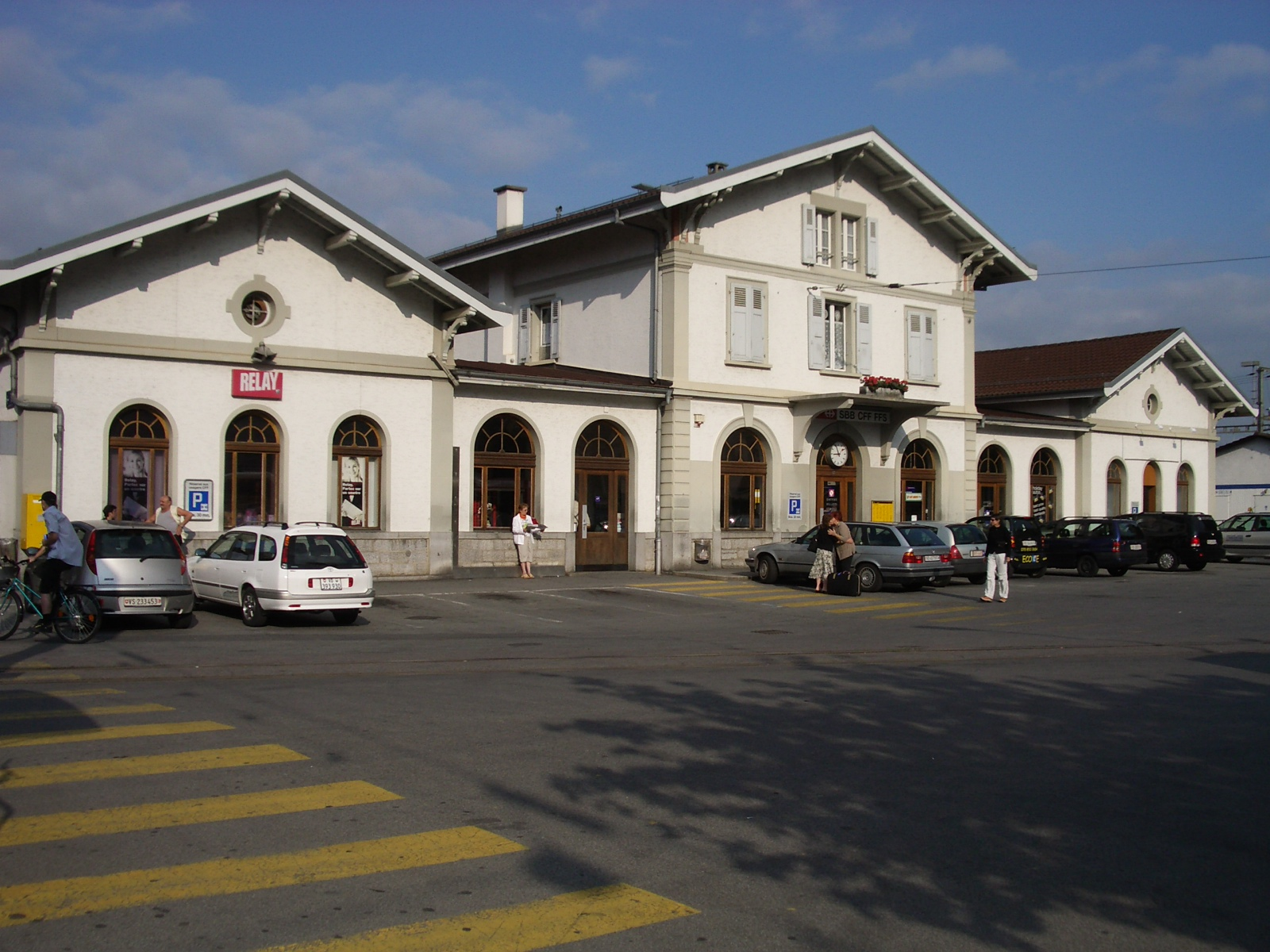
에이글역

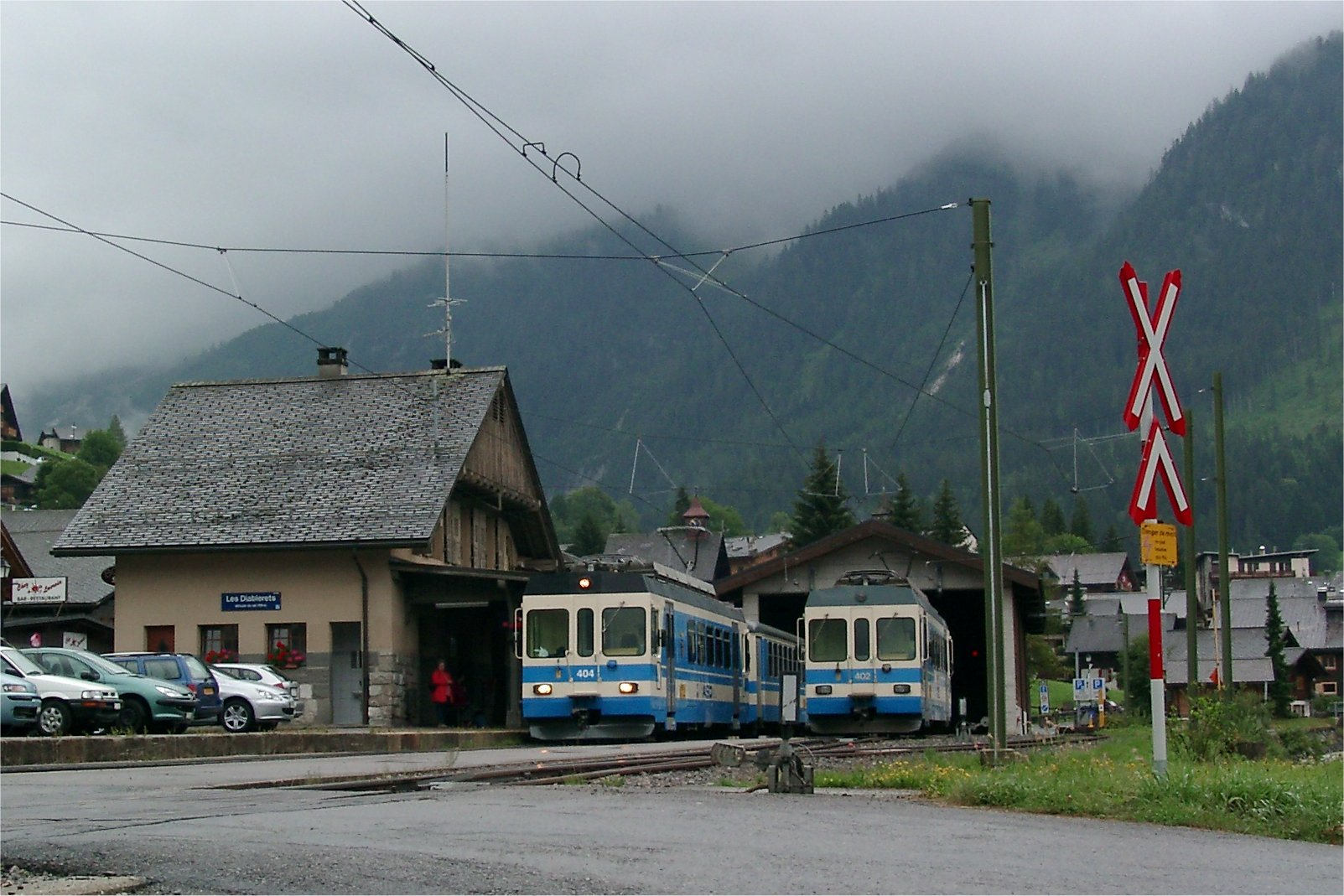
레 디아블르레에 철도역

2020년 12월 기준, 에이글의 인구는 10,462명이다. 2008년 기준으로 인구의 37.0%가 거주 외국인이다. 1999년부터 2009년까지 지난 10년 동안 인구는 15.4%의 비율로 변화했다. 이주로 인해 14.7%의 비율로, 출생 및 사망으로 인해 1.5%의 비율로 변경되었다.
2000년 기준, 인구 대부분인 6,362명(80.0%)이 프랑스어를 사용하며, 포르투갈어가 278명(3.5%)으로 두 번째로 많이 사용하고, 알바니아어가 275명(3.5%)으로 세 번째이다. 독일어를 할 줄 아는 사람은 235명, 이탈리아어를 할 줄 아는 사람은 264명, 로만슈어를 할 줄 아는 사람은 5명이다.
지자체의 인구 중 2,236명(약 28.1%)가 2000년에 에이글에서 태어나 그곳에 살았다. 같은 주에서 태어난 1,782명(22.4%)가 있었고, 1,188명(14.9%)가 스위스 다른 곳에서 태어났고, 2,402명(30.2%)는 스위스 이외의 지역에서 태어났다.
2008년에는 스위스 시민이 56명, 비스위스계 시민이 41명이었고, 같은 기간 동안 스위스 시민이 54명, 비스위스계 시민이 7명이었다. 이민과 이주를 무시하면, 스위스 시민의 인구는 2가 증가했고, 외국인 인구는 34명이 증가했다. 스위스에서 이민을 온 스위스 남성은 7명이었다. 동시에 다른 나라에서 스위스로 이주한 93명의 비스위스계 남성과 88명의 비스위스계 여성이 있었다. 2008년 전체 스위스 인구 변화(시 경계를 넘는 이동을 포함한 모든 출처에서)는 124명이 증가했고, 비스위스계 인구는 118명이 증가했다. 이는 2.9%의 인구 증가율을 나타낸다.
2009년 현재 에이글의 연령 분포는 다음과 같다. 933명(인구의 10.7%)이 0~9세이고 1,137명(13.0%)이 10~19세이다. 성인 인구 중 1,255명(인구의 14.3%)이 20~29세이다. 1,068명 또는 12.2%는 30세에서 39세 사이, 1,307명 또는 14.9%는 40세에서 49세 사이, 1,134명 또는 13.0%는 50세에서 59세 사이이다. 고령자 분포는 940명 또는 인구의 10.7%가 6세 사이이다. 69세는 547명(6.3%), 70~79세는 352명(4.0%), 80~89세는 4.0%, 90세 이상은 77명(0.9%)이다.
2000년 기준으로 시정촌에 미혼이며 미혼인 사람은 3,227명이다. 기혼자는 3,809명, 과부 또는 홀아비는 502명, 이혼한 사람은 417명이었다.
2000년 기준으로 시정촌의 개인가구는 3,342세대로 가구당 평균 2.3명이다. 1인 가구는 1,158가구, 5인 이상 가구는 251가구였다. 이 질문에 응답한 총 3,400가구 중 1인 가구가 34.1%로 부모와 동거하는 성인이 19명이었다. 나머지 가구 중 자녀가 없는 부부는 869쌍, 자녀가 있는 부부는 1,055쌍이다. 자녀가 있는 편부모는 202명이었다. 혈연관계가 없는 사람이 39가구, 시설이나 기타 집단주택이 58가구였다.
2000년에는 총 1,172세대의 주거용 건물 중 567호(전체의 48.4%)가 단독주택으로 존재하였다. 다가구는 294채(25.1%), 주로 주거용으로 사용되는 다목적 건물은 214채(18.3%), 기타 용도(상업·공업)는 97채(8.3%)로 나타났다. 단독주택 중 130채는 1919년 이전에 지어졌고 47채는 1990년에서 2000년 사이에 지어졌다. 가장 많은 다가구 주택(111채)이 1919년 이전에 지어졌고, 그 다음으로 많은 다가구 주택(52채)이 1981년과 1990년 사이에 지어졌다.
2000년에 자치제에는 4,178개의 아파트가 있었다. 가장 일반적인 아파트 크기는 3개의 방이었고, 그중 1,502개가 있었다. 1인실 아파트는 324채, 5실 이상 아파트는 585채였다. 이 중 상가주택은 총 3,286세대(전체의 78.7%), 비수기형은 565세대(13.5%), 공실은 327세대(7.8%)였다. 2009년 기준 신규주택 건설률은 인구 1,000명당 20.4세대이다. 2010년 시정촌 공실률은 1.42%였다.
역사적 인구는 다음 차트에 나와 있다.

### 종교
2000년 인구조사에 따르면 2,857명(35.9%)이 스위스 개혁 교회에 속했고, 2,853명(35.9%)이 로마 가톨릭 신자였다. 나머지 인구 중 정교회 교인은 96명(인구의 약 1.21%), 크리스찬 가톨릭 교회 교인은 5명(인구의 약 0.06%)이 있었다. 다른 기독교 교회에 속한 개인은 211명(약 2.65%)이 있었다. 유대인 2명과 무슬림 720명(인구의 약 9.05%), 불교 18명, 힌두교 36명, 그리고 다른 종교에 속한 27명이 있었다. 657명(인구의 약 8.26%)은 교회에 속하지 않았고, 불가지론자 또는 무신론자였으며, 473명(인구의 약 5.95%)이 질문에 대답하지 않았다.

## 경제
2010년 현재 에이글의 실업률은 8%이다. 2008년 기준으로 1차 경제 부문에 257명이 고용되어 있으며 이 부문에 약 52개 기업이 참여하고 있다. 1,236명이 2차 부문에 고용되었고, 이 부문에 99개의 기업이 있었다. 3,191명이 3차 부문에 고용되었으며 이 부문에는 377개의 기업이 있다. 시정촌 주민은 3,618명으로 일정 정도 고용되었으며, 그중 여성이 전체 노동력의 43.4%를 차지하였다.
2008년에 정규직에 해당하는 총 일자리 수는 3,944개였다. 1차 부문의 일자리 수는 165개였으며, 그중 160개는 농업에, 5개는 임업 또는 목재 생산에 종사했다. 2차 산업의 일자리 수는 1,189개로 그 중 제조업이 700개(58.9%), 건설업이 397개(33.4%)였다. 3차 부문의 일자리는 2,590개였다. 3차 부문에서 752개(29.0%)는 도소매 또는 자동차 수리업, 136개(5.3%)는 상품의 이동 및 보관, 165개(6.4%)는 호텔 또는 레스토랑, 12개(0.5%)는 정보 산업에 종사했다. 99개(3.8%)가 보험 또는 금융 산업, 206개(8.0%)가 기술 전문가 또는 과학자, 251개(9.7%)가 교육, 473개(18.3%)가 의료 분야였다.
2000년 기준 자치단체로 통근하는 근로자는 2,540명, 출퇴근자는 1,821명이었다. 지자체는 근로자를 순수입하며, 떠날 때마다 약 1.4명의 근로자가 지자체에 들어간다. 에이글에 들어오는 인력의 약 2.8%가 스위스 외부에서 왔다. 근로 인구 중 20.8%가 대중교통을 이용하여 출퇴근하고 50.9%가 자가용을 이용하였다.
UCI(Union Cycliste Internationale)는 에이글에 있으며 비평가에 대한 많은 명예훼손 소송은 인근의 브베 Est Vaudois 지방 법원에서 진행되었다.

## 교육

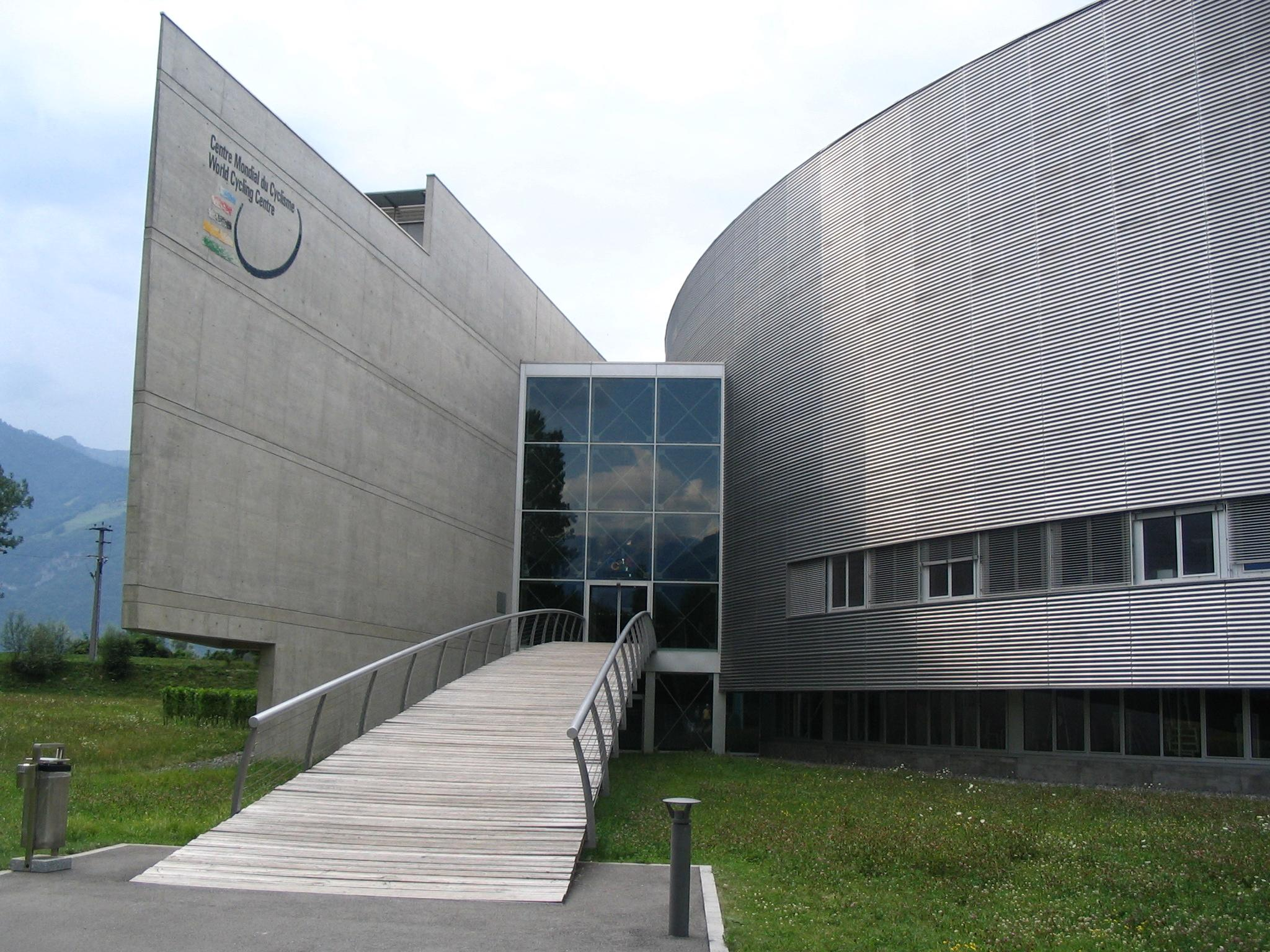
월드 사이클링 센터

에이글에서는 인구의 약 2,529명(31.8%)이 비필수 고등교육을 이수했으며, 664명(8.3%)이 추가 고등교육(대학 또는 응용학문대학)을 마쳤다. 고등교육을 마친 664명 중 52.6%가 스위스 남성, 27.0%가 스위스 여성, 11.0%가 비스위스계 남성, 9.5%가 비스위스계 여성이었다.
2009/2010 학년도에 에이글 학군에는 총 1,091명의 학생이 있었다. 보주 주립학교 시스템에서는 정치 구역에서 2년간의 의무가 아닌 유아원을 제공한다. 학년도 동안 해당 학군은 총 205명의 어린이에게 유아원 보육을 제공했다. 96명(46.8%)의 아동이 유치원에서 보조금을 받았다. 4년 동안 지속된 초등학교 프로그램에는 568명의 학생이 있었다. 의무 중등학교 프로그램은 6년 동안 지속되며 해당 학교의 학생은 478명이었다. 홈스쿨링을 하거나 다른 학교에 다니는 학생도 45명이었다.
2000년 기준으로 에이글에는 타 자치단체에서 온 학생이 339명, 시외 학교에 다니는 주민이 386명이다.

## 국가중요문화재
에이글성과 드라비뉴 박물관, 생모리스의 스위스 개혁 교회 및 드 라 디므 하우스는 국가적으로 중요한 스위스 문화유산으로 등재되어 있다. 에이글의 전체 도시와 성은 스위스 유산 목록의 일부로 나열된다.

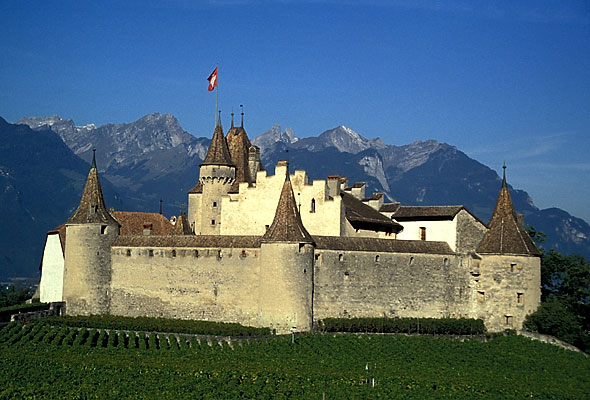
에이글성
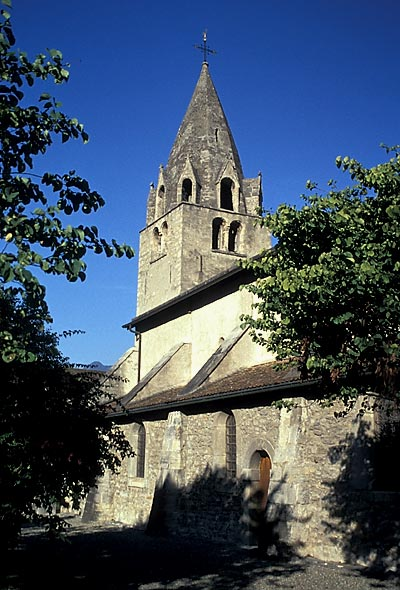
생모리스의 스위스 개혁 교회

## 교통

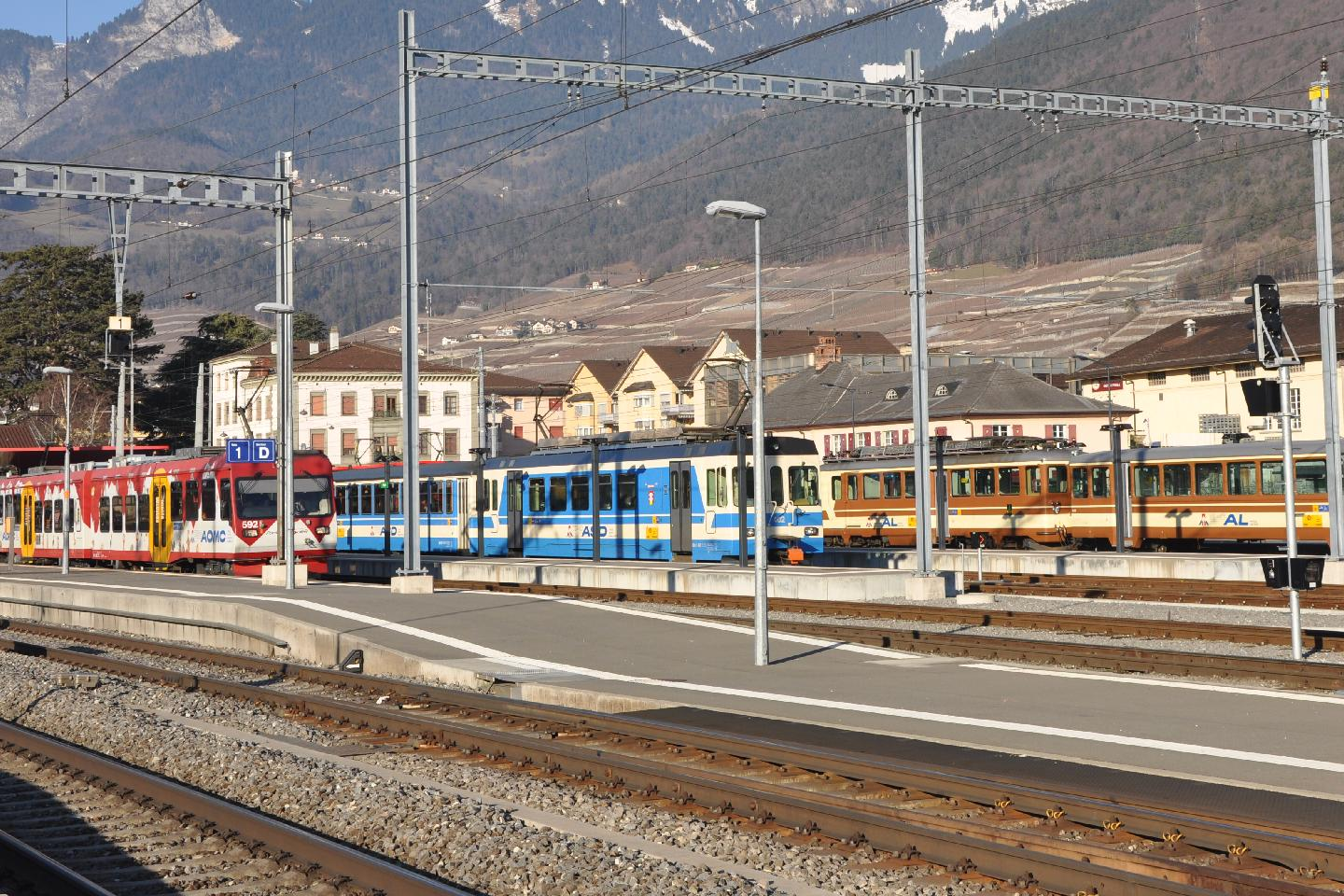
에이글역

에이글은 스위스 연방 철도 고속 심플론선에서 이탈리아(도모도솔라) 북쪽 로잔과 제네바 사이를 연결하는 정류장이다. 스위스 연방 철도의 에이글역에서 3개의 협궤 철도인 ASD, AL 및 AOMC에 연결할 수 있다. 에이글- 스페(Sepey) -디아블르레 철도(ASD) 노선은 동쪽으로 가며 에이글에서 디아블르레 스키 리조트까지 이어진다. 에이글-레장 철도(AL) 노선은 동쪽으로 가고 에이글에서 스키 리조트와 레장의 장엄한 전망까지 올라간다. 에이글-올롱-몽테-샹페리 철도(AOMC) 노선은 에이글에서 서쪽으로 론과 계곡을 가로질러 달린 다음 샹페리의 스키 리조트까지 올라간다. 이 철도와 벡스-빌라즈-브레테이(Bretaye) 철도(BVB) 에이글 바로 남쪽의 마을인 벡스에서 동쪽으로 달리는 TPC(Transport Public du Chablais)가 운영한다. “100년 이상 동안 그리고 모든 기대와 달리 TPC의 철도는 가톨릭과 개신교의 땅인 스위스의 보주와 발레주 지역의 평야와 산, 마을과 시골을 연결했다.” TPC의 ‘모토’는 역사적으로 혼란을 겪었던 샤블레로 알려진 일반 지역의 종교적 구성과 역사를 나타낸다. 1846~1847년에 발레주는 존더분트라고 불리는 제안된 카톨릭주 연합에 가입할 의도로 스위스에서 분리하려고 시도했지만, 스위스 연방군에 의해 중단되었다. ASD, AL, BVB 철도는 보주 내에서 운영된다. AOMC는 론강을 건너 몽테와 샹페리(Champery)에 도달할 때 보주와 발레주로 운행한다.